# Porque soy libre
Porque soy libre es el sexto álbum de estudio del grupo Jeans. Grabado a finales de 2005 y promocionado por Quimera Sound Entertainment y EMI (convirtiéndose en su primer álbum con ellos desde su tercer álbum, //:Tres.Jeans, de 1999).
El primer sencillo es la versión del tema de Daniela Romo «Yo no te pido la luna». El segundo es el tema «Tu falso amor», lanzado en noviembre de este 2006, seguido del tercer sencillo es «La mujer maravilla», que salió en circulación a mediados de febrero de 2007.

## Lista de canciones
1. Tu canción feliz
2. Tu falso amor
3. Me volví a equivocar
4. La Mujer Maravilla
5. Simplemente amigos
6. Te encontré
7. La de las ranas
8. Hello
9. Yo no te pido la luna
10. Desesperadamente
11. Somos
12. Yo no te pido la luna (remix)

- Datos: Q6082977